# Yamaga
Yamaga (山鹿市?, Yamaga-shi) è una città giapponese della prefettura di Kumamoto.